# Джаймини
Джайми́ни (санскр. जैमिनि, IAST: jaimini) — древнеиндийский мудрец, один из величайших философов индуистской философской школы миманса.
Говорится, что он был сыном ведийского риши Парашары и учеником великого мудреца и составителя ведийской литературы Вьясы. Джаймини более всего известен как автор философского трактата «Пурва-миманса-сутры» (датируемого учёными III веком до н. э.), в котором проводится исследование природы ведийских наставлений. Текст лёг в основу древнеиндийской философской школы пурва-мимансы, — одной из шести теистических даршан, или школ, индийской философии.
Джаймини прокомментировал ранние Упанишады и Веды с точки зрения ритуальной практики (кармы) и религиозного долга (дхармы). Миманса Джаймини была ритуалистическим движением, противопоставлявшим себя мистической веданте. Джаймини также считается автором эпоса «Джаймини-бхарата», который представляет собой одну из версий «Махабхараты».
Джаймини был основоположником одной из систем индийской астрологии, изложенной им в «Джаймини-сутрах» — втором по важности трактате джьотиша после «Брихат-парашара-хора-шастры». Также говорится, что, когда Вьяса разделил единую Веду на четыре части, он передал каждую из Вед одному из четырёх своих учеников: Пайле, Вайшампаяне, Джаймини и Суманту. Джаймини Вьяса передал «Сама-веду».
В первых веках н. э. Шабара написал комментарии к трудам Джаймини.